# Erika Mészáros
Erika Mészáros (Budapest, 24 giugno 1966) è un'ex canoista ungherese.
Figlia di György Mészáros, Ha vinto una medaglia d'argento a Seoul 1988 e una d'oro a Barcellona 1992 nel K4 500 m.

## Palmarès
- Olimpiadi
  - Seoul 1988: argento nel K4 500 m.
  - Barcellona 1992: oro nel K4 500 m.

- Mondiali
  - 1986: oro nel K2 500 m e K4 500 m.
  - 1989: argento nel K2 500 m e K4 500 m.
  - 1990: argento nel K2 500 m, K2 5000 m e K4 500 m.
  - 1991: argento nel K2 500 m e K4 500 m.
  - 1993: argento nel K2 5000 m e bronzo nel K4 500 m.